# Buoux
 Buoux  es una población y comuna francesa, en la región de Provenza-Alpes-Costa Azul, departamento de Vaucluse, en el distrito de Apt y cantón de Bonnieux.
Está integrada en la ninguna.

## Demografía
| 217 | 196 | 196 | 262 | 221 | 244 | 212 | 226 | 201 | 202 | 183 | 168 | 187 | 157 | 161 | 156 | 158 | 155 | 132 | 100 | 87 | 68 | 75 | 73 | 67 | 61 | 44 | 44 | 72 | 103 | 118 | 112 |
| Para los censos de 1962 a 1999 la población legal corresponde a la población sin duplicidades (Fuente: INSEE [Consultar]) |     |     |     |     |     |     |     |     |     |     |     |     |     |     |     |     |     |     |     |    |    |    |    |    |    |    |    |    |     |     |     |